# گرولسباخ
گرولسباخ (به آلمانی: Gerolsbach) یک شهر در آلمان است که در بایرن واقع شده‌است.

## خصوصیات
گرولسباخ ۵۸٫۹۴ کیلومترمربع مساحت دارد ۴۵۹ متر بالاتر از سطح دریا واقع شده‌است.